# Hilliard (Florida)
Hilliard es un pueblo ubicado en el condado de Nassau en el estado estadounidense de Florida. En el Censo de 2010 tenía una población de 3.086 habitantes y una densidad poblacional de 218,87 personas por km².

## Geografía
Hilliard se encuentra ubicado en las coordenadas 30°41′13″N 81°55′16″O / 30.68694, -81.92111. Según la Oficina del Censo de los Estados Unidos, Hilliard tiene una superficie total de 14.1 km², de la cual 14.1 km² corresponden a tierra firme y (0%) 0 km² es agua.

## Demografía
Según el censo de 2010, había 3.086 personas residiendo en Hilliard. La densidad de población era de 218,87 hab./km². De los 3.086 habitantes, Hilliard estaba compuesto por el 89.05% blancos, el 8.75% eran afroamericanos, el 0.49% eran amerindios, el 0.36% eran asiáticos, el 0.03% eran isleños del Pacífico, el 0.26% eran de otras razas y el 1.07% pertenecían a dos o más razas. Del total de la población el 1.43% eran hispanos o latinos de cualquier raza.